# Sybra modesta
Sybra modesta es una especie de escarabajo del género Sybra, familia Cerambycidae. Fue descrita científicamente por Pascoe en 1865.
Habita en Papúa Nueva Guinea. Esta especie mide 9 mm.